# Gli uomini di Marte
Gli uomini di Marte o Mars Men - Gli uomini di Marte (ジャンボーグA&ジャイアント Huo xing ren) è un film del 1976 diretto da Chen Hun-Ming con lo pseudonimo di Seika Den.
È un film fantastico-fantascientifico su cui non vi sono informazioni certe, considerato generalmente uno spin-off della serie televisiva tokusatsu giapponese Jumborg Ace (Janbôgu Êsu) del 1973, a sua volta prodotta sulla scia di Ultraman di Eiji Tsuburaya.

## Trama
Rincorrendo una palla da baseball finita in una profonda voragine, il piccolo Ling penetra in una enorme caverna dove scopre degli antichi manufatti. Il signor Huei, suo padre, riconosce nella mostruosa statuetta che il ragazzino ha trovato e portato a casa, la raffigurazione, vecchia di 3.000 anni, di Yak Wat Jang, il mitologico "demone del tempio".
Mentre la Tv diffonde l'incredibile messaggio ricevuto da una nave extraterrestre, che annuncia l'intenzione di conquistare l'universo a cominciare dalla Terra, padre e figlio cadono colpiti da una misteriosa radiazione emessa dalla statuetta. L'oggetto viene subito recuperato dal dottor Suriya, uno scienziato che è a capo del PAT (Protective Attack Team), agguerrito e supertecnologico organismo di difesa planetaria. Intanto due colossali guerrieri alieni penetrano a loro volta nei sotterranei scoperti da Ling e trafugano la "pietra solare" con la quale, dalla Luna dove hanno posto la loro base, attivano un'arma che colpisce con raggi distruttivi le città della Terra.
A salvare il pianeta sarà il demone dormiente nell'antica statuetta, che, risvegliato da una pioggia di radiazioni, crescerà a dismisura fino a raggiungere le dimensioni delle macchine nemiche. A lui si unirà Jumborg Ace, super robot statunitense altrettanto gigantesco. Assieme, i due campioni avranno ragione dei rispettivi avversari al termine di uno scontro fantasmagorico.

## Produzione
(Fantafilm)
Nel 1974 Sands dirige due film coprodotti con la Tsuburaya: Hanuman pob Jed Yodmanud (meglio conosciuto con il titolo inglese The 6 ultra brothers vs. the monster army) e Yak Wat Jaeng phob Jambo A (traslitterato a volte Yuk Wud Jaeng pob Jambo A e conosciuto anche con il titolo giapponese Jumborg A & Giant). In 6 ultra brothers (7 nella versione thai) alcuni membri della famiglia Ultraman incontrano Hanuman, il dio scimmia indù. Insieme affrontano un “esercito” di cinque mostri provenienti da diversi serial della Tsuburaya su di un campo di battaglia offerto da immagini girate ex-novo e di repertorio. Il film viene distribuito ufficialmente anche in Giappone cinque anni dopo.
Sorte diversa capita a Yak Wat Jaeng phob Jambo A, prodotto dalla sussidiaria Thai Burin Film Co LTD. Come per 6 ultra brothers, vengono girate nuove scene con un cast thailandese ed uno staff tecnico essenzialmente giapponese, gli effetti speciali sono realizzati da Kazuo Sagawa, nome fisso alla Tsuburaya, rimpolpati con spezzoni presi dalla serie TV Jumborg A (Ace).
Yak Wat Jaeng phob Jambo A, proiettato la prima volta a Bangkok il 16 marzo 1974, diventa subito un grande successo, ventunmila spettatori nel primo giorno di uscita, incassa cifre da capogiro e poi…scompare. Non viene distribuito in Giappone, non viene recuperato per il mercato casalingo, rimangono solo le bellissime locandine a testimoniarne l’esistenza.
In Yak Wat Jaeng phob Jambo A il cyborg giapponese incontra Yak Wat Jaeng, una statua vivente che nella realtà si trova a Bangkok come guardiano presso il tempio buddista Wat Arun. Yak Wat Jaeng era già apparso in un film di Sompote: Tah Tien del 1973. Del Yak Wat Jaeng phob Jambo A di Sands non è rimasto che qualche frammento contenuto nella versione taiwanese, pesantemente rimontata,  distribuita nel 1976 con il titolo cinese di Hua Xing Ren (o Huo Hsing Jen) che significa letteralmente “Gli uomini di Marte”. Cosa ne sia della versione originale nessuno lo sa: persa, rubata, custodita da Sands. Per aggiungere confusione al mistero, Hua Xing Ren, viene venduto all’estero dalla giapponese Shochiku (Shokoiku sui manifesti italiani) e viene spontaneo chiedersi come mai la casa nipponica che ha prodotto, tra i tanti, titoli come Odissea sulla Terra, Distruggete DC 59 e l’Allucinante fine dell’umanità, ha i diritti della versione taiwanese e non thailandese. Il film viene venduto all’Italia e distribuito nel 1977 nei cinema dalla romana I.N.D.I.E.F. (Internazionale Nembo Distribuzione Importazione Esportazione Film) oltre a Francia e Turchia. Al momento l’unica copia esistente dell’edizione taiwanese è quella contenuta nella VHS italiana della Torino Video.
Mars Men – Gli uomini di Marte ha un cast interamente taiwanese e utilizza poco della versione thai. Alla regia Chan Hung-Man (Seika Den sul manifesto italiano e Chen Hun-Ming nei titoli di testa), regista essenzialmente di film di arti marziali, action e qualche fantasy come A valiant villain e quel semi-sequel di Mars Men intitolato Chan Shen. Nel cast invece (giusto per utilizzare i nomi che appaiono nei titoli di testa altrimenti conosciuti con almeno una mezza dozzina di alias e traslitterazioni diversi) due visi noti per le apparizioni in svariati film di arti marziali: Wen Chang-Lung, il protagonista dall’aspetto sempre un po’ schifato, e Fang Mien, l’anziano professore che guarda in TV un vecchio film interrotto dall’arrivo dei marziani, poi Yeh Hsia-I, giovanissimo attore apparso anche in Mantieni l'odio per la tua vendetta, e Wong Bo-Yuk, nell’unico ruolo femminile, che reciterà in film di ogni genere come l’horror-splatter The Devil.
Se l’edizione italiana sia frutto di un ulteriore rimaneggiamento è impossibile da capire ma sembra abbastanza improbabile. Il film ha una sua compattezza e denota un minimo sforzo produttivo da parte taiwanese, cosa che non si può dire della riedizione thailandese del 2001 distribuita nei cinema e successivamente in VCD e DVD.
Il nuovo Yak Wat Jaeng phob Jambo A è più un bignami di Jumborg Ace (dalla nascita del cyborg fino a Jumborg 9) realizzato con un montaggio che fa un utilizzo massiccio di nuove scene prese dalla serie TV,  alcune scene vengono persino ripetute. Ogni tanto degli effetti in digitale vengono sovrapposti agli spezzoni anni ’70 per cercare di modernizzarli ma si accresce solo il senso di caos generale. Della pellicola thai originale non rimangono che pochissimi spezzoni, molto probabilmente ridoppiati, dove due protagonisti visitano il tempio di Wat Arun alla ricerca della pietra magica, qualche estensione delle scene utilizzate in Mars men e, curiosamente, un’apparizione di Yak Wat Po, interamente tagliata dalla versione taiwanese, che affronta Junkiller Junior.
Con parte dello stesso staff (regìa e produzione) e cast (tranne i protagonisti) Chan Hung-Man dirige una sorta di sequel di Mars Men conosciuto con i titoli Chan Shen  (il dio della guerra), Ta Tsai Nan (la grande calamità), Calamity per le vendite export e spesso ribattezzato sui siti asiatici come Guan gong da zhan wai xing ren (il generale Guan contro gli uomini spaziali). Distribuito il 24 Luglio 1976, Chan Shen è stato per lungo tempo considerato un film perduto fino a che non è stata ritrovata una copia in VHS pochi anni fa. La notizia è stata riportata da parecchi siti e programmi televisivi cinesi creando un piccolo culto intorno al film che ha portato persino alla realizzazione nel 2011 di un cortometraggio sequel-parodia, Gwangong Vs. Alien. Calamity unisce due elementi: i disaster movie tanto in voga nel periodo e i kaiju eiga, in declino ma rinvigoriti al di fuori del Giappone dai vari cloni.»
(Nocturno)